# Dienstgrade der sowjetischen Streitkräfte 1918–1935

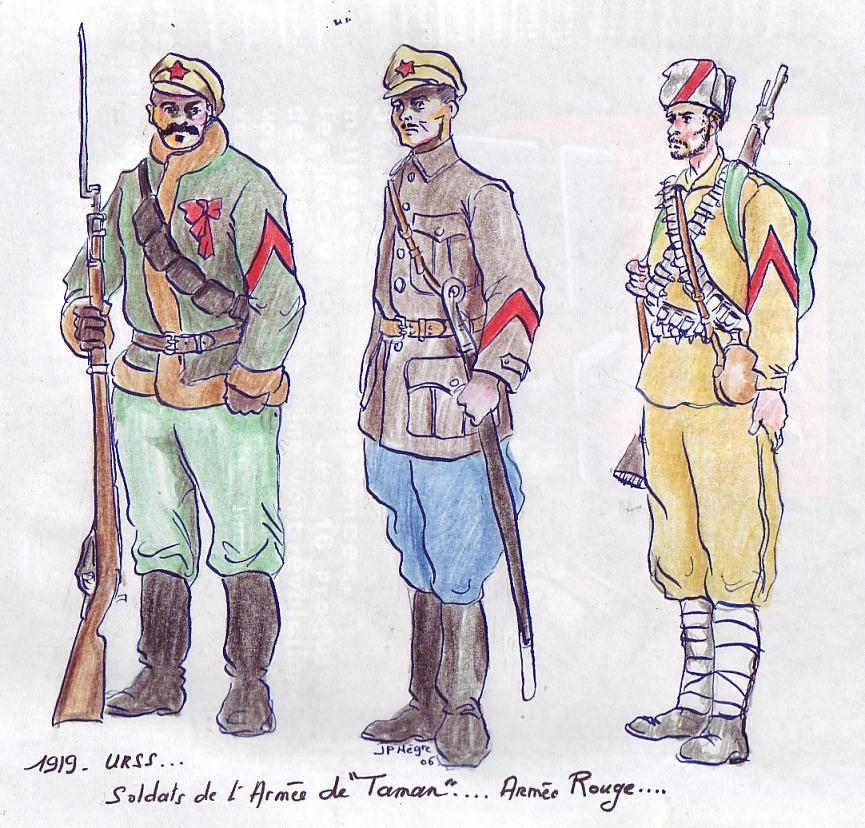
Erste Dienstgradabzeichen der Sowjetischen Streitkräfte ab August 1918, hier Ränge Soldaten / Mannschaften „Rote Garde“ und „Tamaner Armee“.

Im Zeitraum 1918 bis 1935 stellten die politischen Eliten der jungen Sowjetunion jegliches Gedankengut bürgerlicher Militärwissenschaft unter konterrevolutionären Generalverdacht. So wurde unter anderem auch mit der russischen Tradition, Schulterklappen und Schulterstücke als Dienstgradabzeichen zu verwenden, rigoros gebrochen.

## Erste Dienstgradabzeichen
In der Anfangsperiode der Oktoberrevolution kamen neu formierte und umgegliederte Verbände der alten Russischen Imperialen Armee zum Einsatz. Äußerliche Kennzeichen waren neue Bezeichnungen und die Abschaffung von Schulterstücken und Schulterklappen als Dienstgradabzeichen für alle Ränge und Dienstgrade.
Die erste allumfassende Einheitsrangbezeichnung im Gesamtbereich der Roten Armee war Rotarmist (russisch Красноармеец Krasnoarmeez), was für den Gesamtbereich des Heeres völlig unzureichend war. Da Sofortlösungen alternativlos waren, kam es schon bald zu inoffiziellen Bezeichnungen wie „Roter Kommandeur oder Heerführer“ (ru: Kraskom), woraus schon bald „KomandArme“ und die späteren Rangbezeichnungen KomandArm I und KomandArm II entstanden. Brigadekommandeure erhielten die personengebundene Ränge KomBrig und Divisionskommandeure KomDiw. Da es keine exakt definierten Dienstgradabzeichen gab, wurden die roten Schleifen, Mützenbänder, Chevrons und Sowjetsterne, die in den Verbänden der Roten Garde getragen wurden, verwendet. Im Jahre 1920 wurden die zu verwendenden Dienstgradabzeichen verfügt.

### Roter Stern
Das erste offizielle Emblem, als Zeichen der Zugehörigkeit zur Roten Armee, wurde im April 1918 in Form eines Brustabzeichens (rote Stoffschleife und Eichenlaubzweig, in der Mitte ein Stern mit Pflug und Hammer) eingeführt. Ab Sommer des gleichen Jahres wurde die Mützenkokarde in Form eines fünfstrahligen Sterns mit Hammer und Pflug im Zentrum verfügt. Zeitweilig zeigten zwei Strahlen nach oben, bevor die einheitliche Trageweise, zwei strahlen Richtung 6 Uhr, ein Strahl Richtung 12 Uhr, sich durchgesetzt hatte. Mit Befehl Nummer 953 und Befehl 1691 des „Revolutionären Militärrats“ der Roten Armee wurden Form und Trageweise der Mützenkokarde in Form eines Sterns verfügt.
| Bezeichnung | Brustabzeichen & Mützenkokarde der Roten Armee ab April 1922 | Brustabzeichen & Mützenkokarde der Roten Armee ab April 1922 | Brustabzeichen & Mützenkokarde der Roten Armee ab April 1922 | Brustabzeichen & Mützenkokarde der Roten Armee ab April 1922 |
| ----------- | ------------------------------------------------------------ | ------------------------------------------------------------ | ------------------------------------------------------------ | ------------------------------------------------------------ |
|             |                                                              |                                                              |                                                              |                                                              |
| Bezeichnung | Brustabzeichen, Sowjetstern (mit Pflug & Hammer im Zentrum)  | Stern-Kokarde Kopfbedeckung                                  | Abzeichen gemäß Befehl № 953 (vom 13. April 1922)            | Abzeichen gemäß Befehl № 1691 (vom 11. Juli 1922)            |

## Dienstgradabzeichen, Dienstgrad und Uniform
Mit Befehl vom 25. April 1918 des „Volkskommissariats für Verteidigung“ wurde ein zeitweiliger Ausschuss gebildet, der Vorschläge bezüglich der Uniformen für die sogenannte „Rote Garde“ erarbeiten sollte.
Das Allrussische Zentrale Exekutivkomitee billigte die Vorschläge am 29. November 1918 und verfügte gleichzeitig folgende Rangbezeichnungen:

Dienstgradabzeichen Kommandeursbestand der Roten Armee gemäß Befehl des RMR № 116 vom 16. Januar 1919.

- Rotarmist (Originalbezeichnung Krasnoarmeez)
- Teileinheitsführer (Komandir otdelenija – kurz: Komot / Otdeljonnyi komandir [Abb. 1])
- Gehilfe/Stellvertreter Zugführer (Pomostschnik komandira wswoda – kurz: Pomkomwswoda [Abb. 2])
- Kompaniefeldwebel (Starschina roty), Batteriefeldwebel (Starschina baterei), Schwadronfeldwebel (Starschina eskadrony oder Starschina sotni bei Kosaken) [Abb. 3]
- Zugführer (Komandir wswoda – kurz: Komwswoda [Abb. 4])
- Gehilfe Kompaniechef (Pomostschik komandira roty – kurz: Pomkomroty), Gehilfe Schwadronchef (Pomostschik komandira eskadrony – kurz: Pomkomesk) vorerst nur als Dienststellung
- Kompaniechef (Komandir roty – kurz: Komroty), Schwadronchef (Komandir eskadrony – kurz: Komesk [Abb. 5])
- Gehilfe Bataillonskommandeur (Pomostschik komadira bataljona – kurz: Pomkombat) vorerst nur als Dienststellung
- Bataillonskommandeur (Komandir bataljona – kurz: Kombat [Abb. 6])
- Regimentskommandeur (Komandir polka – kurz: Kompolka [Abb. 7])
- Brigadekommandeur (Komandir brigady – kurz: Kombrig [Abb. 8])
- Divisionär/Divisionskommandeur oder Divisionschef (Natschalnik diwisii – kurz: Natschdiw [Abb. 9])
- Korpskommandeur (Komandir korpusa – kurz: Komkor) vorerst nur als Dienststellung
- Armeebefehlshaber (Komandujuschtschi armii – kurz: Komdarm [Abb. 10])
- Frontbefehlshaber (Komandujuschtschi fronta – kurz: Komfronta [Abb. 11])

Am 18. Dezember 1918 bestätigte der „Revolutionäre Militärrat“ die Uniformvorschläge, so unter anderem drei verschiedene Kopfbedeckungen und verschiedene Dienstgradabzeichen zur Kennzeichnung der betreffenden Dienststellung. Die offizielle Bestätigung erfolgte dann zum 16. Januar 1919 mit Befehl Nummer 116 des „Revolutionären Militärrats“ (siehe Abb. 1 bis 11).

## Dienstgradabzeichen und Dienstgrade 1924 bis 1935
| Rang- gruppe        | Natio- nale Kate- gorie | Bezeichnung der Dienststellung                                                                        | Bezeichnung der Dienststellung                        | Bezeichnung der Dienststellung                                                                 | Kragen- abzeichen Heer (Infanterie) | Ärmel- abzeichen Seekriegs- flotte |
| Rang- gruppe        | Natio- nale Kate- gorie | im Heer (gem. Bef. RMS UdSSR № 807 vom 20. Juni 1924)                                                 | in der Luftwaffe                                      | in der Seekriegsflotte                                                                         | Kragen- abzeichen Heer (Infanterie) | Ärmel- abzeichen Seekriegs- flotte |
| ------------------- | ----------------------- | --- | ----------------------------------------------------- | ---------------------------------------------------------------------------------------------- | ----------------------------------- | ---------------------------------- |
| Mannschaften        | nein                    | Rotarmist                                                                                             | Roter Luftfahrer                                      | Roter Matrose                                                                                  |                                     |                                    |
|                     |                         | |                                                       |                                                                                                |                                     |                                    |
| einfache Laufbahn   | K1                      | Truppführer (командир звена, komandir swena)                                                          | Hilfsmaschinist (младший моторист, mladschi motorist) | Gruppenführer (командир группы, komandir gruppy)                                               |                                     |                                    |
| einfache Laufbahn   | K1                      | Truppführer (командир звена, komandir swena)                                                          | Hilfsmaschinist (младший моторист, mladschi motorist) | Gehilfe Teileinheitsführer (помощник командира отделения, pomoschtschnik komandira otdelenija) |                                     |                                    |
| einfache Laufbahn   |                         | Teileinheitsführer                                                                                    |                                                       | - Teileinheitsführer - Bootsmann                                                               |                                     |                                    |
| einfache Laufbahn   | K2                      | Gehilfe Zugführer (помощник командира звода, pomoschtschnik komandira swoda)                          | Maschinist                                            | - Stv. Leiter Gefechtsabschnitt - Oberbootsmann                                                |                                     |                                    |
| einfache Laufbahn   |                         | Kompanie-Starschina (старшина роты, starschina roty)                                                  | Obermaschinist                                        | - Starschina Gefechtsabschnitt - Hauptbootsmann                                                |                                     |                                    |
|                     |                         | |                                                       |                                                                                                |                                     |                                    |
| Mittlere Laufbahn   | K3                      | Zugführer (командир звода, komandir swoda)                                                            | Zugführer (командир звода, komandir swoda)            | Zugführer (командир звода, komandir swoda)                                                     |                                     |                                    |
| Mittlere Laufbahn   | K4                      | - Gehilfe Kompanieführer, – Batterie, – Schwadron - Selbständiger Zugführer                           | Unterpilot                                            | Gehilfe Wachoffizier                                                                           |                                     |                                    |
| Mittlere Laufbahn   | K5                      | - Kompanieführer, Batterie, – Schwadron - Politleiter Kompanie, – Batterie, – Schwadron               | Kettenkommandeur                                      | - Schiffskommandant 4. Klasse - Obergehilfe Schiffskommandant 3. Klasse und Gleichgestellte    |                                     |                                    |
| Mittlere Laufbahn   | K6                      | - Kommandeursgehilfe oder Politleiter Bataillon, – Abteilung, – Eskadron - Chef selbständige Kompanie | Kommandeur fliegende Gruppe                           | - Schiffskommandant 3. Klasse - Obergehilfe Schiffskommandant 2. Klasse und Gleichgestellte    |                                     |                                    |
|                     |                         | |                                                       |                                                                                                |                                     |                                    |
| Höhere Laufbahn     | K7                      | - Bataillonskommandeur, Abteilungskommandeur - Kriegskommissar Bataillon, Abteilung                   | Staffelkommandeur                                     | Schiffskommandant 2. Klasse                                                                    |                                     |                                    |
| Höhere Laufbahn     | K8                      | - Gehilfe Regimentskommandeur - Kommandeur selbständiges Bataillon / selbständige Abteilung           | Staffelkommandeur selbständiger fliegender Verband    | Erster Gehilfe Schiffskommandant 1. Klasse und gleichgestellte                                 |                                     |                                    |
| Höhere Laufbahn     | K9                      | Regimentskommandeur                                                                                   | Kommandeur Fliegerpark/Fliegerhorst                   | Schiffskommandant 1. Klasse und gleichgestellte                                                |                                     |                                    |
|                     |                         | |                                                       |                                                                                                |                                     |                                    |
| Spitzen- verwendung | K10                     | - Brigadekommandeur - Gehilfe Divisionskommandeur                                                     | Kommandeur Fliegerstaffel                             | Kommandeur Marinebrigade / Schiffsbrigade                                                      |                                     |                                    |
| Spitzen- verwendung | K11                     | Divisionskommandeur                                                                                   | Kommandeur Fliegerbrigade                             | Befehlshaber Schiffsgeschwader                                                                 |                                     |                                    |
| Spitzen- verwendung | K12                     | - Korpskommandeur - Gehilfe Armeebefehlshaber und gleichgestellte                                     | kein Äquivalent                                       | Befehlshaber Flottille                                                                         |                                     |                                    |
| Spitzen- verwendung | K13                     | Gehilfe Befehlshaber Militärbezirk                                                                    | Gehilfe Befehlshaber Luftstreitkräfte der Roten Armee | Befehlshaber der Flotte, Oberbefehlshaber der Seestreitkräfte der UdSSR                        |                                     |                                    |
| Spitzen- verwendung | K14                     | - Befehlshaber Militärbezirks, – Armee oder – Front - Mitglied „Revolutionärer Militärrat“ Bezirk     | Befehlshaber Luftstreitkräfte der Roten Armee         | kein Äquivalent                                                                                |                                     | nicht vorgesehen                   |
|                     |                         | |                                                       |                                                                                                |                                     |                                    |